# Cecco del Caravaggio
Cecco del Caravaggio var en barockkonstnär, verksam i Rom under 1610- och 1620-talet. 
Cecco är en diminutivform av Francesco och troligen var hans namn Francesco Buoneri. Som ung stod han modell för flera av Caravaggios mest kända målningar såsom Kärleken övervinner allt, Isaks offer och Johannes Döparen. Cecco blev senare själv konstnär och hörde till den första generationen av caravaggister som inspirerades av mästarens tidiga kraftfulla stil – därav sitt tillnamn del Caravaggio. Hans verk kännetecknas av ett skickligt återgivet ljusdunkel, så kallad chiaroscuro, som tillsammans med tydligt markerade konturer skapar form och volym. 
Cecco är representerad vid Nationalmuseum i Stockholm. Han signerade aldrig sina verk och det är därför svårt att överblicka hans oeuvre. Ett av få verk som med säkerhet kan tillskrivas Cecco är Uppståndelsen som idag är utställt på Art Institute of Chicago.

## Bildgalleri

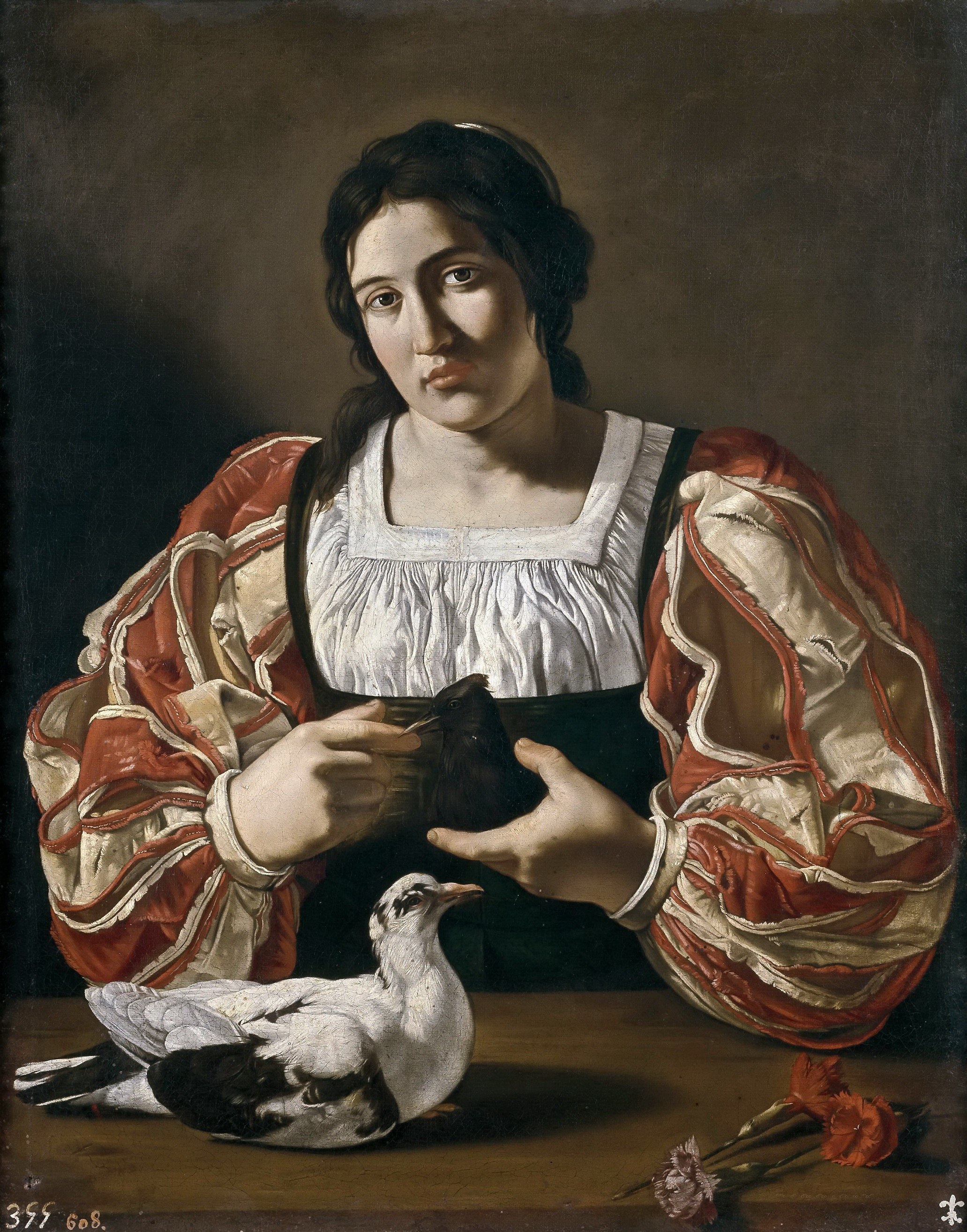
Kvinna med duva (cirka 1610–1620), Pradomuseet.
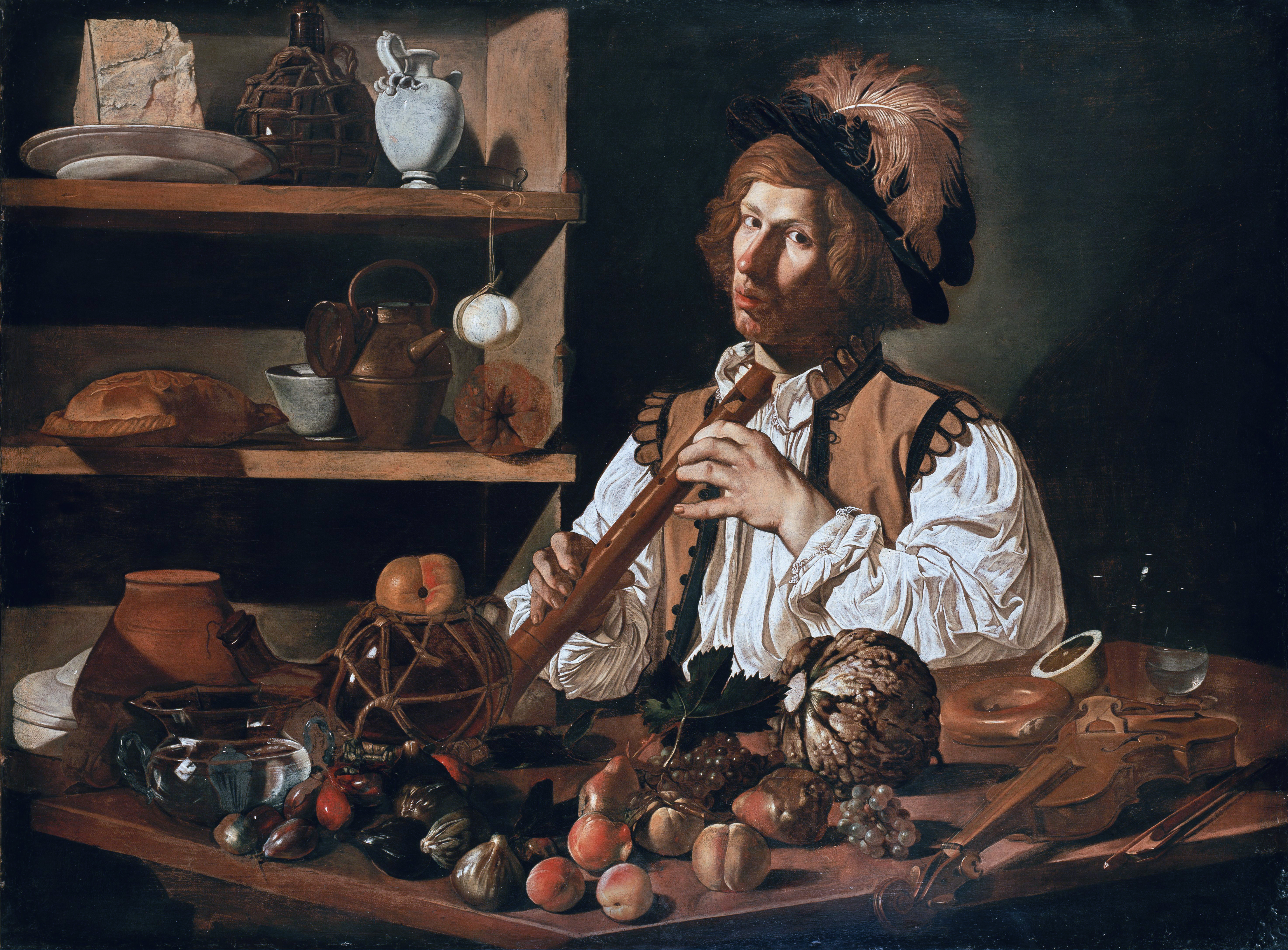
Interiör med stilleben och en ung man som håller en blockflöjt (cirka 1615–1620), Ashmolean Museum.
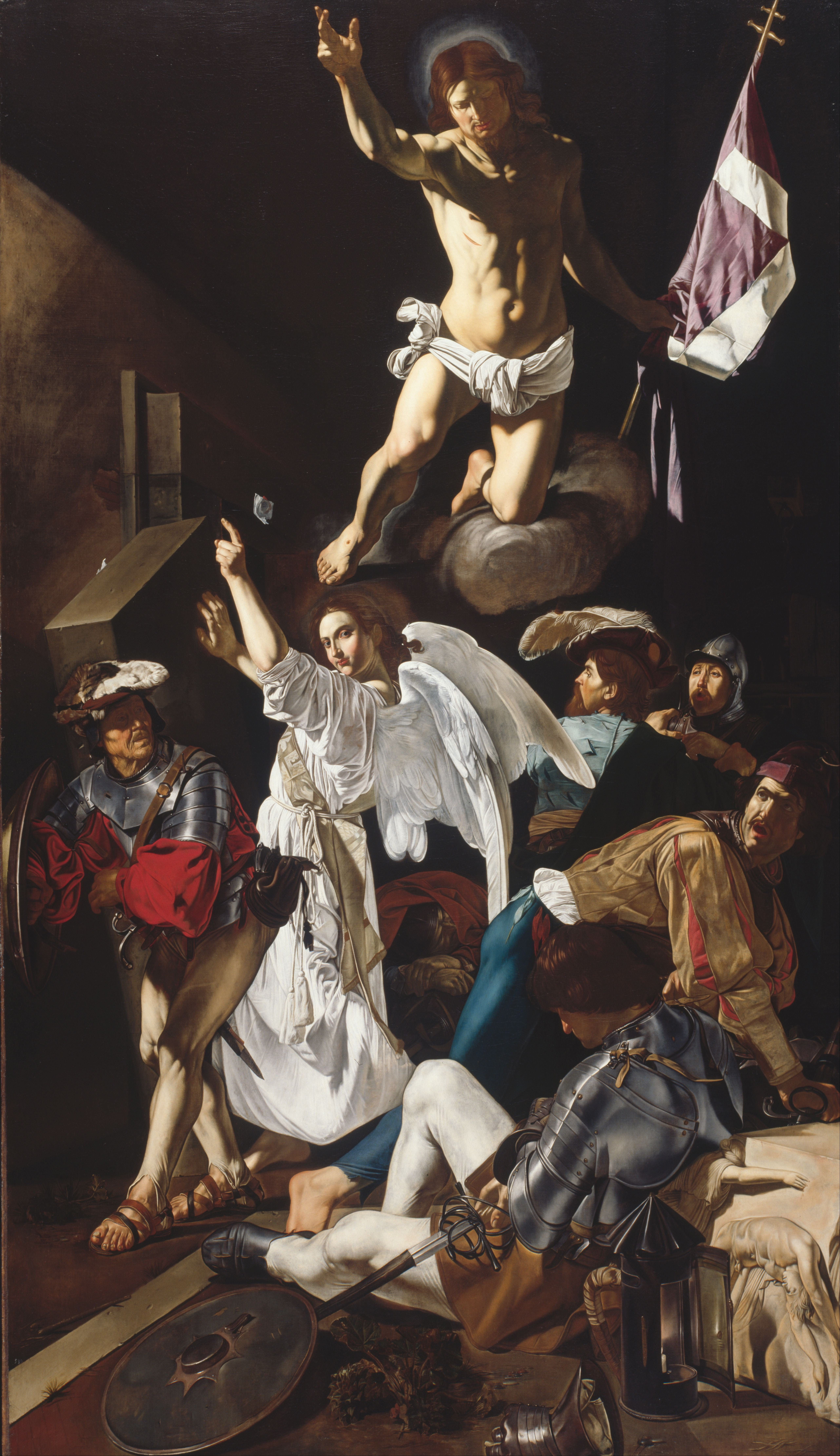
Uppståndelsen (cirka 1619–1620), Art Institute of Chicago.
Den botfärdiga Magdalena (utan årtal), Nationalmuseum.